# Hidden Hills
Hidden Hills é uma cidade localizada no estado americano da Califórnia, no Condado de Los Angeles. Foi incorporada em 19 de outubro de 1961.

## Geografia
De acordo com o United States Census Bureau, a cidade tem uma área de 4,4 km², onde todos os 4,4 km² estão cobertos por terra.

### Localidades na vizinhança
O diagrama seguinte representa as localidades num raio de 24 km ao redor de Hidden Hills.

## Demografia
Segundo o censo nacional de 2010, a sua população é de 1 856 habitantes e sua densidade populacional é de 424,03 hab/km². Possui 626 residências, que resulta em uma densidade de 143,02 residências/km².